# Acacia acinacea

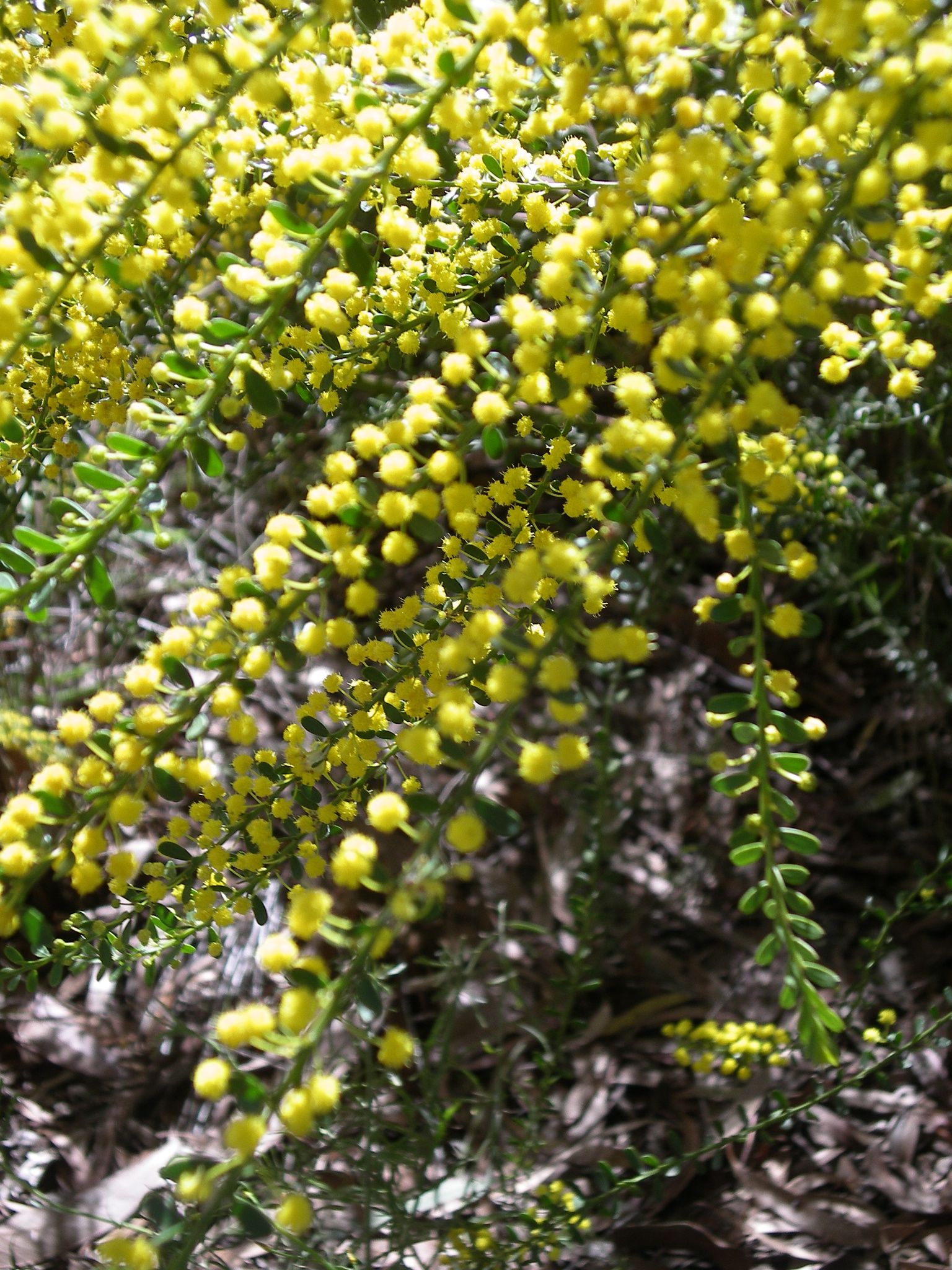
Ramas en flor de Acacia acinacea.

Acacia acinacea es un arbusto de la familia de las leguminosas (Fabaceae).

## Descripción
Alcanza los 2 metros de altura y 1,5 m de diámetro, con pequeñas flores color amarillo dorado, agrupadas en panículas terminales.

## Taxonomía
Acacia acinacea fue descrita por John Lindley y publicado en Three Expeditions into the Interior of Eastern Australia 2: 265. 1838.
Etimología
Ver: Acacia: Etimología
acinacea: epíteto latino que significa "con forma de cimitarra".
Sinonimia
- Acacia cyclophylla Schltdl.
- Acacia latrobei Meissner
- Acacia latrobii Meissner
- Acacia obliqua Benth.
- Acacia rotundifolia Hook.[3]